# Perros afortunados
Fortune dogs (ふ ぉ う ち ゅ ん ド ッ グ す, Fōchun Doggusu), es un anime japonés de 39 episodios basado en el cómic del mismo título, escrito y dibujado por Kenta Tomono, para la edición infantil de la revista Nakayoshi de la editorial Kodansha, quienes publicaron un total de 48 cómics durante agosto de 2002 a mayo de 2003 y cada historia nos presentaba una raza de perro. El anime fue producido por TV Tokyo en colaboración con Tsuburaya.
El anime nos cuenta la historia de Alex, el personaje principal de la historia, quien al separarse accidentalmente de su amo, se embarca en una búsqueda para encontrar a su dueño y en su camino encontrará a otros amigos quienes se unirán en su camino. Tanto anime como el cómic, están fuertemente influenciados en El héroe de las mil caras de Joseph Campbell, ya que existen muchos paralelismos de las 5 etapas del viaje del héroe durante la primera parte de la historia

## Argumento
El anime se compone en dos partes, la primera parte nos cuenta el origen y viaje de Alex para encontrar a su dueña, sobre todo, la historia de un héroe canino llamado Freddy que se nos presenta como una simple fabula durante los primeros capítulos, este pequeño arco es fundamental para la segunda parte, en donde los protagonistas emprenden una aventura para buscar el legendario Árbol de la Fortuna.

### Parte 1
Alex, es un cachorro bulldog francés que fue adoptado en el refugio de animales "la Mascota Feliz", quien ahora con un hogar vive en armonía con una niña llamada Ai, quién le cuenta a Alex las historias de un héroe canino llamado Freddy, el perriito legendario. Sin embargo, la felicidad no dura para siempre, un día Alex subió accidentalmente al autobús tras una confusión y se separó de su dueña. Ahora lejos de casa, pero inspirado por el cuento de Freddy, Alex debe viajar a la gran ciudad para encontrar a su dueña. En su camino, Alex se enfrenta a muchos problemas pero siempre tiene la intuición hacer lo correcto y conoce a muchos perros y se encuentra con algunos de los cachorros que estaban con él en la Mascota Feliz.

### Parte 2
La parte dos inicia en el episodio 31: "Una nueva aventura". Después de una gran travesía, Alex se reunió al fin con Ai, pero a raíz de esto, Alex decide emprender un viaje nuevamente con la ayuda de los perros que conoció en el pasado para buscar el Árbol de la Fortuna y salvarlo de morir, de lo contrario, los humanos buenos del mundo perderán su buena voluntad y ya no se preocuparán por los animales. Por lo que Alex descubre que la profecía de Freddy, el perrito legendario es real, ya que, deben actuar deprisa porque con la aparición la niebla obscura, esta quita la conexión de los humanos hacia sus perros.

## Personajes

### Principales
- Alex/Freddy: Es un cachorro de raza Bulldog francés, hiperactivo y positivo, debido a que ve bondad en todos los seres, sean perros o humanos, pero sobre todo esta completamente inspirado en la historia de "Freddy, el perrito legendario" a la hora de buscar a su dueña cuando se extravía en la gran ciudad, cambiando su nombre a Freddy. Durante su camino, conocerá a distintos perros con sus problemas a los cuales ayudara y algunos se unirán en su camino.
- Dach (Dodge en el doblaje latino): Es un adulto joven raza Dachshund, que quedo solitario tras la muerte de su amo. Es quien ayuda a Alex a buscar a su dueña, es un vagabundo y de carácter enérgico que se le puede considerar un lobo solitario, pero esto es debido a que tuvo que depender de si mismo cuando su amo murió, aunque en el fondo desea vivir bajo un techo y hace cualquier cosa para ayudar a Freddy.

## Producción
Aunque el anime es una adaptación directa del cómic, Kenta Tomoyo aclaró que ambas historias están basadas en otro de sus libros "Inu adivination" (2001), una historia filosófica que nos habla de las 48 razas de perro más antiguas de la historia que han acompañado al hombre durante años: misticismo, leyendas, psicología e el impacto cultural que han causado los perros en la humanidad. El 04 de Julio de 2001, en la página oficial de Fortune Dogs, el escritor se anuncio que el anime estaba en desarrollo por parte de TV Tokyo, quien a la vez estaba en conversaciones con Artist House Aristo International para su distribución fuera de Japón y en agosto de 2002 se liberó la pagina oficial del anime, mientras que Vega Entertainment se encargó de la animación bajo la dirección de Shuji Kishihara. Aunque el escritor afirma que el anime es una adaptación de su propio cómic, el anime salió un mes con anticipación en julio, mientras que el cómic lanzo los primeros tomos en agosto de 2002.
A diferencia del anime, el cómic tiene un total de 48 capítulos, en donde cada episodio Alex conoce a una raza de perro distinta y cada uno lo ayudará en su búsqueda, por lo tanto existen personajes dentro del cómic que no fueron adaptados en el anime, aunque todos los episodios del anime están basados en los episodios más importantes de la serie de cómics, el único episodio del anime que es completamente original, es el episodio 28: "Rikiu, el perrito frente a la estación", en donde Alex y Dach se encuentra con el espíritu de un Akita que espera a su dueño frente a la estación de trenes de Tokyo, cuyo capítulo esta basado libremente en la historia Hachiko. Un mes después de que terminara la serie anime, se anuncio un libro con imágenes titulado: "Los Recuerdos de Freddy" que cuenta las aventuras de Alex después de salvar el Árbol de la Fortuna.

## Marketing
Durante su estrenó en 2002, se lanzaron juguetes exclusivos en Japón, principalmente dirigidos a niños pequeños como peluches así como también marionetas de mano, adornos para lapices y llaveros de metal. En el verano de 2003 se libero la serie completa en DVD dividido en 8 volúmenes y cada uno contenía 4 episodios y el CD del soundtrack original.

## Emisiones al rededor del mundo
Después de su transmisión en Japón, tuvo poca difusión fuera de su país natal y en pocos países se llegó a transmitir. En 2003 el anime se estrenó en Corea del Sur con un doblaje coreano, también fue doblado al tagalo para su transmisión en Filipinas bajo la emisora Red GMA y en Hong Kong se transmitió en el canal TVB Jade.
Mientras que en América, la serie fue distribuida por Nelvana para su transmisión en Canadá, incluyendo una versión de chino cantonés por vía SAP del canal Fairchild TV. Para Latinoamérica, en 2003, la cadena Turner Broadcasting System (Ahora llamada Warner Media) se encargó de su distribución, doblado al español latinoamericano producido por Televix Entertainment, para su transmisión en el horario infantil de Cartoon Network: Pequeño Mundo en las mañanas durante los fines de semana y un año después, en 2004 se retransmitió en el canal Boomerang. También se vio transmitido en Ecuavisa de Ecuador y en Chile se transmitió en Chilevisión y en ETC.
En Brasil llegó bajó el título de Cãezinhos de Sorte, transmitido en el canal Boomerang en 2003 y fue el único país fuera de Japón donde la serie se libero en DVD en 2004 y sobre todo, ganando un seguimiento de culto en Brasil.